# Intercolonial Railway

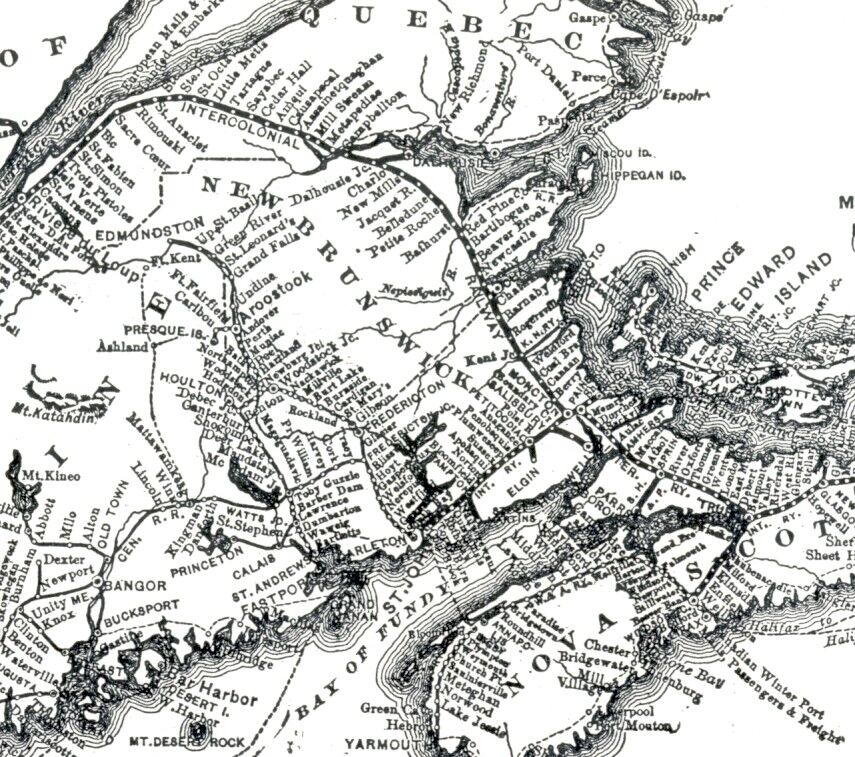
Streckennetz der Intercolonial Railway 1876

Die Intercolonial Railway war eine staatliche Eisenbahngesellschaft in den kanadischen Provinzen Nova Scotia, New Brunswick und Québec. Sie entstand am 21. Dezember 1867 durch Fusion der Nova Scotia Railway (Strecke Halifax–Truro–Pictou) und der Eastern Extension der European and North American Railway (Strecke Saint John–Point du Chene). Schon bald begannen die Bauarbeiten für die Verbindung der beiden Netze, die im November 1872 mit der Fertigstellung der 190 Kilometer langen Strecke Moncton–Truro erfolgte. Bereits am 29. Dezember 1870 war der Abschnitt von Moncton bis Amherst eröffnet worden. Alle diese Strecken waren in Kolonialspur (1676 mm) gebaut.
Eine weitere neue Strecke sollte das Netz in Rivière-du-Loup an die Grand Trunk Railway anbinden und wurde von beiden Seiten aus gebaut. Im August 1874 wurde der Abschnitt von Rivière-du-Loup bis Sainte-Flavie eröffnet. Wenige Wochen später spurte die Grand Trunk ihre Hauptstrecken von Kolonialspur auf Normalspur (1435 mm) um, was zur Folge hatte, dass auch die Intercolonial ihre Strecken umbaute. Die Umspurung war 1875 abgeschlossen, gleichzeitig eröffnete man die Strecke von Moncton bis Campbelltown. Die gesamte neue Strecke von Moncton bis Rivière-du-Loup ging schließlich am 26. Juni 1876 in Betrieb, wodurch sich die Gesamtlänge des Intercolonial-Netzes auf 1149 Kilometer erhöhte. Der durchgehende Verkehr wurde offiziell am 1. Juli 1876 aufgenommen.
Am 1. August 1879 erwarb die Intercolonial den 200 Kilometer langen Abschnitt Rivière-du-Loup–Lévis von der Grand Trunk Railway. Eine kurze Stichstrecke (11 km) in die Hafen- und Industriestadt Dalhousie ging am 30. Juni 1884 in Betrieb. In dieser Zeit erwarb die Intercolonial auch ein Mitbenutzungsrecht für die in Lévis anschließende Grand-Trunk-Strecke bis Montréal, wodurch das Umsteigen entfiel. Seitdem verkehrt – bis heute – der Expresszug Ocean Limited von Montréal nach Halifax. 1887 eröffnete man die Verbindungsstrecke von Oxford Junction an der Hauptstrecke nach Stellarton an der ehemaligen Nova Scotia Railway, wodurch eine kürzere Verbindung nach Pictou entstand. 1890 entstand eine 274 Kilometer lange Zweigstrecke von New Glasgow nach Sydney auf der Kap-Breton-Insel. Das Gesamtnetz hatte nun eine Länge von 1840 Kilometern.
Nachdem ab 1. März 1898 die Drummond County Railway mit ihrer 100 Kilometer langen Strecke von Lévis nach Sainte-Rosalie gepachtet worden war, endete zwar die Mitbenutzung der Grand Trunk Railway zwischen Lévis und Montréal, jedoch wurde ein neuer Mitbenutzungsvertrag über den Abschnitt Sainte-Rosalie–Montréal geschlossen. Die Canada Eastern Railway wurde 1904 aufgekauft und deren Strecke nach Fredericton 1912 teilweise neu trassiert. Ab 1. Januar 1914 verpachtete die Intercolonial ihre Zweigstrecke nach Windsor (Nova Scotia) an die Dominion Atlantic Railway. Am 1. August 1914 fusionierten die verschiedenen staatlichen Bahngesellschaften Kanadas zu den Canadian Government Railways, die später in der Canadian National Railway aufgingen.
Die meisten Strecken der ehemaligen Intercolonial sind noch in Betrieb, von den Hauptstrecken sind lediglich die ehemalige Canada Eastern sowie die Verbindungsstrecke Oxford Junction–Stellarton stillgelegt. Den Personenverkehr führt heute die VIA Rail durch. Seit der Privatisierung der Canadian National 1995 sind einige Abschnitte des Intercolonial-Netzes an lokale Bahngesellschaften verkauft worden, nämlich die Strecke von Sainte-Rosalie bis Campbelltown an die Chemin de fer de Matapédia et du Golfe, von dort bis Moncton an die New Brunswick East Coast Railway und die Strecke Truro–Sydney an die Cape Breton and Central Nova Scotia Railway. Am 3. November 2008 kündigte die Canadian National Railway jedoch an, die Chemin de fer de Matapédia et du Golfe sowie die New Brunswick East Coast Railway zurückkaufen zu wollen.